# Jan Henrik Holst
Jan Henrik Holst (* 1969) ist ein Sprachwissenschaftler und Kolumnist. 

## Leben
Jan Henrik Holst stammt  aus Schleswig-Holstein. Er schrieb seine Magisterarbeit an der Universität Hamburg 1993. Thema war die Typologie der Vokalharmonie in den Sprachen der Welt. Seit 1996 ist er regelmäßig als Lehrbeauftragter an der Universität Hamburg tätig.
Im Juni 1998 beteiligte sich Holst an der Gründung der Kleinpartei „Die Guten“ und war deren Vorsitzender. Ziel war die Bundestagswahl 1998, zu der die Partei aber nicht zugelassen wurde. 

## Sprachwissenschaftler
Im Jahr 1999 wurde Holst an der Universität Hamburg promoviert, seine Dissertation zur Grammatik des Lettischen erschien 2001 als Monographie. Seine spätere Arbeiten als Sprachwissenschaftler befassen sich mit Fragen der Lautgesetze in mehreren Sprachfamilien, darunter Indogermanisch, Uralisch und Kartwelsprachen. Außerdem forscht er zu Sprachklassifizierungen, d. h. Untergruppierungen von Sprachfamilien oder ihren Zweigen sowie Hypothesen nach bisher unentdeckten oder unbewiesenen Sprachverwandtschaften. Dabei kann potentiell auf Wanderungsbewegungen von Sprechern, zum Teil vor einigen tausend Jahren, geschlossen werden. Eines von Holsts Forschungsthemen ist die Herkunft des Burushaski, einer Sprache, die im Karakorumgebirge im Norden Pakistans von etwa 100.000 Menschen gesprochen wird. Zuvor wurde das Burushaski als isolierte Sprache ohne nachgewiesene Verwandtschaft zu anderen Sprachen beschrieben. 2017 präsentierte Holst erstmals seine Theorie, dass das Burushaski mit den Kartwelsprachen verwandt ist.

### Buchveröffentlichungen
- Lettische Grammatik. 2001. Hamburg: Buske. 247 S.
- Einführung in die eskimo-aleutischen Sprachen. 2005. Hamburg: Buske. 280 S.
- Reconstructing the mutation system of Atlantic. 2008. Neuried: Ars Una. 108 S.
- Armenische Studien. 2009. Wiesbaden: Harrassowitz Verlag. 320 S.
- Advances in Burushaski linguistics. 2014. Tübingen: Narr. 180 S.
- Sanische historische Lautlehre. 2014. Aachen: Shaker Verlag. 206 S.
- Die Herkunft des Buruschaski. 2017. Aachen: Shaker Verlag. 420 S.
- Forschungsfragen zur baskischen Sprache. 2019. Düren: Shaker Verlag. 240 S.
- Das Rekonstruieren von Sprachen. 2023. Düren: Shaker Verlag. 312 S.

## Kolumnist
Seit 2018 schreibt Holst in verschiedenen Online-Medien zu gesellschaftlichen Themen. In den Jahren 2018 und 2019 veröffentlichte er eine Reihe von Beiträgen in Tichys Einblick, die meisten davon zum Anlass aktueller politischer Ereignisse in Schweden, aber auch Kolumnen über die Rechtschreibreform. Seit 2020 schreibt er gesellschaftskritische Kolumnen für Novo Argumente, z. B. über Maskenpflicht und Geschlechtsidentität.